# Готель для паломників (Ніжин)
Готель для паломників — пам'ятка архітектури місцевого значення у Ніжині.

## Історія
Спочатку внесено до «Списку пам'яток архітектури нововиявлених» під назвою Готель для паломників Благовіщенського чоловічого монастиря.
Наказом Міністерства культури і туризму від 21.12.2012 № 1566 надано статус пам'ятка архітектури місцевого значення з охоронним № 10032-Чр під назвою Готель для паломників.

## Опис
Входить до комплексу Благовіщенського монастиря. Будинок збудовано наприкінці XVIII століття. Одноповерховий, кам'яний, прямокутний у плані будинок, з чотирисхилим дахом.